# Тимченко Ольга Іванівна
О́льга Іва́нівна Ти́мченко (1944—2017) — український медичний генетик, епідеміолог, завідувачка лабораторії генетичного моніторингу Інституту громадського здоров'я імені Олександра Марзєєва, координатор Національного плану дій з гігієни довкілля. Доктор медичних наук (1992), професор.

## Життєпис
У 1969 році закінчила лікувальний факультет Київського медичного університету. У 1983 році захистила кандидатську дисертацію за спеціальністю «радіобіологія», а у 1992 році- докторську дисертацію (спеціальність — генетика, гігієна).
Від 1992 р. і до самої смерті Тимченко О. І. очолювала лабораторію генетичного моніторингу Інституту гігієни та медичної екології АМН України.
Тимченко О. І. працювала вченим секретарем Міжвідомчої координаційної ради з фундаментальних і прикладних проблем медичної генетики, відповідальним секретарем Міжвідомчого комітету з питань виконання Національного плану дій з гігієни довкілля, член спеціалізованої вченої ради Д 26.604.01.
Як тимчасовий експерт ВООЗ Тимченко О.І представляла Україну на міжнародних робочих нарадах з питань створення і впровадження Національного плану діц з гігієни навколишнього середовища, була координатором цього плану
Померла 2 липня 2017 року у місті Києві.

## Науковий внесок
- Виявила і оцінила цитогенетичну значущість основних гормонів щитоподібної та статевих залоз, що були застосовані в дозах, притаманних неспецифічній адаптаційній реакції на дію чинників середньої і низької інтенсивності. Встановила цитогенетичні зміни внаслідок впливу шуму та неіонізуючого випромінення, показана роль гормонів щитоподібної залози в їх розвитку, запропоновані способи корекції порушень хромосом, що виникають при опроміненні.
- Під її керівництвом і за безпосередньою участю охарактеризований процес відтворення населення у 19 промислових містах України з різним рівнем забруднення атмосферного повітря, де проживає п'ята частина усіх міських жителів.
- Вивчення шлюбної структури і шлюбної міграції населення деяких міст та встановлення впливу шлюбної міграції на захворюваність цукровим діабетом.
- Аналіз поширеності вродженої патології та деяких мультифакторіальних хвороб в областях України. Розрахувала відносний ризик народження дітей з дефектами нервової трубки, репродукційними вадами та хворобою Дауна.
- Розробила концепцію програми та служби генетичного моніторингу в Україні.
- У трьох областях і м. Києві започатковала комп'ютерні реєстри генетичної патології.

Автор понад 200 друкованих робіт, зокрема винаходів, патентів, монографій. Наукові зацікавлення: екологічна генетика, гігієна довкілля, епідеміологія неінфекційних захворювань, радіобіологія людини.

## Основні публікації
- Тимченко О. И., Янчевская Н. В. О цитогенетическом действии электромагнитных полей коротковолнового диапазона // Врачебное дело — 1995. — № 7-8. — С. 37-39.
- Тимченко О. И., Борщевская М. И., Янчевская Н. В. Модифицирующее влияние комплекса физиологически активных веществ, выделенных из амниона человека, на повреждение хромосом // Цитология и генетика — 1995. — Т. 29. — № 5. — С. 49-54.
- Тимченко А. С., Тимченко О. И., Борщевская М. И. и соавт. Механизмы действия цитомединов: частота клеток с абберациями хромосом // Материалы республик. Научн. конф. Хирургическое лечение рецидивирующих дуоденальных язв и их осложнений. — К., 1995. — С. 142—144.
- Тимченко О. И., Козачок Г. С., Турос О. И. и соавт. Распространенность бронхиальной астмы в Украине // V конгресс по медицинской географии. Сб. тез. София. 10-12 октября 1996 г. — С. 110—112.
- Тимченко О. И., Козачок Г. С., Турос О. И., Омельченко Э. М. Распространенность сахарного диабета у детей разных регионов Украины // Цитология и генетика — 1996. — № 6. — С. 70-73.
- Тимченко О. І., Бариляк І. Р., Козачок Г. С., і співавт. Розповсюдженість епілепсії в Україні // Український вісник психоневрології — Харків, 1996. — Т. 4. — вип. 3 (10). — С. 76-77.
- Павлюк Р. П., Гордиенко А. И., Крицкая А. Я., Витовская О. П., Турос Е. И., Тимченко О. И. Распределение антигенов гистосовместимости у доноров (г. Киев) // Цитология и генетика — 1996. — Т. 30. — № 5. — С. 66-70.
- Сердюк А. М., Тимченко О. І., Турос О. І. і співавт. Народжуваність в містах України // Педіатрія, акушерство та гінекологія — 1996. — № 4. — С. 38-42.
- Тимченко О. И., Сердюк А. М., Турос О. И. и соавт. Ожидаемая продолжительность жизни при рождении и достижении определенного возраста в некоторых городах Украины // Журнал АМН Украины — 1997. — Т. 3. — № 1. — С. 92-99.
- Вітовська О. П. Ефективність застосування ембріональної нервової тканини в лікуванні пігментної дистрофії сітківки. Автореф. дис. … к.м.н. — Одеса, 1997. — 18 с.
- Брезіцька Н. В. Цитогенетична дія неіонізуючої радіації і її модифікація: Автореф. дис…. к.м.н. — К., 1997. — 24 с.
- Тимченко О. І., Бариляк І. Р., Богатирьова Р. В. Концепція програми та служби генетичного моніторингу в Україні // Педіатрія, акушерство, гінекологія — 1997. — № 4. — С. 5-7.
- Бариляк І. Р., Тимченко О. І., Богатирьова Р. В. Генетичний моніторинг як система епідеміологічного нагляду за рівнем індукованого мутаційного процесу в популяціях України // Проблеми сталого розвитку в Україні — К., 1998. — С. 176—182.
- Тимченко О. І., Омельченко Е. М., Никула О. Т. і співавт. Генетичний моніторинг як система епідеміологічного за наявним мутаційним процесом в популяції // Інформаційне забезпечення охорони здоров'я в єдиному медичному просторі столиці держави — Матеріали конф. Київ, 10-11 грудня 1998 р. — С. 116—118.
- Сердюк А. М., Тимченко О. І. Концепція Національного плану дій з гігієни навколишнього середовища // Журнал АМН України — 1998. — Т. 4. — № 4. — С.651-652
- Навколишнє природне середовище і здоров'я населення України. доповідь до плану дій з гігієни навколишнього середовища. — К.: — 1998. — 121 °C.
- Тимченко О. І., Омельченко Е. М.і співавт. Свідоцтво про державну реєстрацію прав автора на твір «Система генетичного моніторингу, яка здійснюєтьсяза допомогою інформаційних носіїв щодо вроджених аномалій, самовільних викиднів, неплідних шлюбів» — № 1662 від 11.01.1999.
- Тимченко О. И., Янчевская Н. В. Цитогенетическое действие неионизирующей радиации у млекопитающих: роль пола и возраста // Гигиена населенных мест — 1999. — Вып. 34. — С. 149—152.
- Омельченко Е. М. Шлюбно-міграційна компонента генетичної структури популяцій деяких міст України: Автореф. дис….к.м.н. — К., 1999. — 18 с.
- Турос О. І. Стан здоров'я населення: народжуваність і смертність в промислових містах України з різним забрудненням атмосферного повітря України: Автореф. дис….к.м.н. — Київ, 1999. — 18 с.
- Тимченко О. І., Турос О. І., Гойда Н. Г. і співавт. Ризик виникнення аненцефалії і спинно-мозкової кили у живонароджених дітей України // Довкілля та здоров'я — 1999. — № 2. — С. 26-29.
- Тимченко О. І., Никула О. Т., Омельченко Е. М., Турос О. І. Ризик виникнення редукційних вад кінцівок у живонароджених дітей України // Проблеми екологічної та медичної генетики і клінічної імунології — Київ-Луганськ, 1999. — ч. ІІ. — С. 55-60.
- Тимченко О. І., Никула О. Т., Турос О. І. і співавт. Ризик хвороби Дауна у живонароджених дітей України // Медичні перспективи — 1999. — Т. IV. — № 2. — С. 90-92.
- Никула О. Т. Частота вродженої патології у живонароджених України: Автореф. дис. к.м.н. — Київ, 1999. — 16 с.
- Волощенко В. О., Тимченко О. І., Омельченко Е. М. Мультифакторіальні хвороби: захворюваність сечокам'яною хворобою в різних регіонах України // Медичні перспективи — 1999. — Т.IV. — № 3. — ч. 1. — С. 89-92.
- Тимченко О. І., Турос О. І. Законодавче і методологічне забезпечення генетичного моніторингу населення України // Педіатрія, акушерство і гінекологія.-1999.-№ 4.-С.147.
- Брезицкая Н. В., Тимченко О. И. К механизму цитогенетического действия электромагнитного излучения: роль окислительного гомеостаза // Радиационная биология, радиоэкология — 2000. Т. 40, № 2. — С. 149—153.
- Тимченко О.И, Омельченко Э. М., Никула Е. Т. Динамика брачной структуры населения трех городов Украины в период с 1960 по 1992 г. // Генетика — 2000. — Т. 36. — № 4. — С. 545—551.
- Омельченко Е. М., Тимченко О. І. Генофонд популяцій і вплив гетерозиготності на захворюваність цукровим діабетом // Гигиена населенных мест — Киев, 2000. — Вып. 37. — С. 426—432.
- Тимченко О. І., Сердюк А. М., Турос О. І. Гігієна довкілля: політика, практика, перспективи. — К., 2000. — 127 с.
- Тимченко О. І., Турос. О. І., Омельченко Е. М., Никула О. Т. та ін. Генетичні процеси в популяціях України // Зб. наукових праць співробітників КМАПО ім. П. Л. Шупика. Київ, 1999, вип.8, кн.2.- с.164-169.
- Тимченко О. І., Піотрович Л. М. Гойда Н. Г. Спеціалізована медична допомога населенню Київської області при порушеннях репродуктивного здоров'я // Матеріали науково- проактичної конференції «Перинатальні втрати та TORCH-інфекції», 30 березня 2000 р., Київ. С.5-7
- Тимченко О. І., Омельченко Е. М., Никула Е. Т. Динамика брачной структури населения трех городов Украины в период с 1960—1992 г. // Генетика,2000. т.36, № 4, С.545-551
- Сердюк А. М., Тимченко О. І., Турос О. І. Піотрович Л. М. та ін. Перинатальні втрати в умовах забруднення радіонуклідами // Науково-конф. 30 тр.- 2 червня 2000 р., м. Ялта, Київ, тов. «Знання» України. 2000. С.12-14
- Тимченко О. І., Омельченко Е. М. Генофонд популяцій: вплив гетерозиготності на захворюваність цукровим діабетом // Гигиена населенных мест, Киев, 2000, вып. 37. — С. 426—432.
- Сердюк А. М., Тимченко О. І. Здоров'я населення України: вплив навколишнього середовища на його формування. — Київ-Сімферополь, 2000. — 33 с.
- Тимченко О. І., Сердюк А. М., Турос О. І., Омельченко Е. М. Методологія оцінки впливу чинників довкілля на здоров'я населення: вибір типу дослідження і показників (огляд літератури) // Журнал АМН, 2000, Т. 6, № 3. — С. 566—574.
- Національний план дій з гігієни довкілля. Затверджений Постановою КМУ від 13.10.2000 р. № 1556 — 83 с.
- Тимченко О. І., Гойда Н. Г., Турос О. І., Галаган В. О. та ін. Первинна профілактика вродженої і спадкової патології (методичні рекомендації) — Київ, 2001. — 27 с.